# Iglesia del Inmaculado Corazón de María (Lima)
La iglesia del Inmaculado Corazón de María, conocida popularmente como La Cúpula, es un templo católico ubicado en la intersección de la avenida Sucre (ex jirón Independencia) y el jirón 28 de julio, en el casco original del distrito de Magdalena del Mar, en la ciudad de Lima, capital del Perú.
La obra fue concebida por el padre claretiano, Simón Llobet. Desde 1957 (año de su inauguración), se ha convertido en uno de los símbolos religiosos y arquitectónicos más visibles de la ciudad a pesar de su gran crecimiento demográfico. Es la iglesia más alta de Lima. Las obras fueron financiadas por medio de donativos y actos benéficos.

## Arquitectura
La iglesia luce un acabado arquitectónico de estilo neorrenacentista que finaliza en una cúpula sobre la cual descansa la imagen de la Virgen María con los brazos abiertos, de 6,5 m de alto, hecha a base de resina y fibra de vidrio por el escultor Fredy Luque Sonco. Traída por partes desde Arequipa, fue izada en enero de 2006 durante las obras de recuperación. 
Sus característicos colores rosado y verde se han mantenido a través de los años, ganando esplendor gracias a las obras de restauración tanto de la fachada como por dentro del Templo; además del repintado general. La empresa de luz Enel se encargó de darle iluminación exterior.
Las campanas fueron adquiridas gracias a los donativos de mujeres limeñas por medio de Acción Católica.
En un comienzo, la estatua de la Virgen, construida en 1956, ubicada en el Monumento al Inmaculado Corazón de María y a unas calles del templo hacia la costa, había sido ideada para ubicarse en la cúspide de la cúpula. No obstante, debido a su peso de más de cuatro toneladas fue imposible ubicarla en ese lugar. Por esa razón permaneció por cuarenta años guardada hasta que finalmente fue puesta en 1996 en la plazuela homónima al final de la avenida Brasil.

## Símbolo
Punto de encuentro de fieles católicos, la iglesia Corazón de María se ha convertido en un símbolo del distrito de Magdalena del Mar por sus proporciones, sus colores y la espiritualidad que representa. Existe un circuito turístico (que la une con la huaca Huantille) que comprende un paseo peatonal de 200 metros con bancas, farolas ornamentales y una pileta.

## Galería

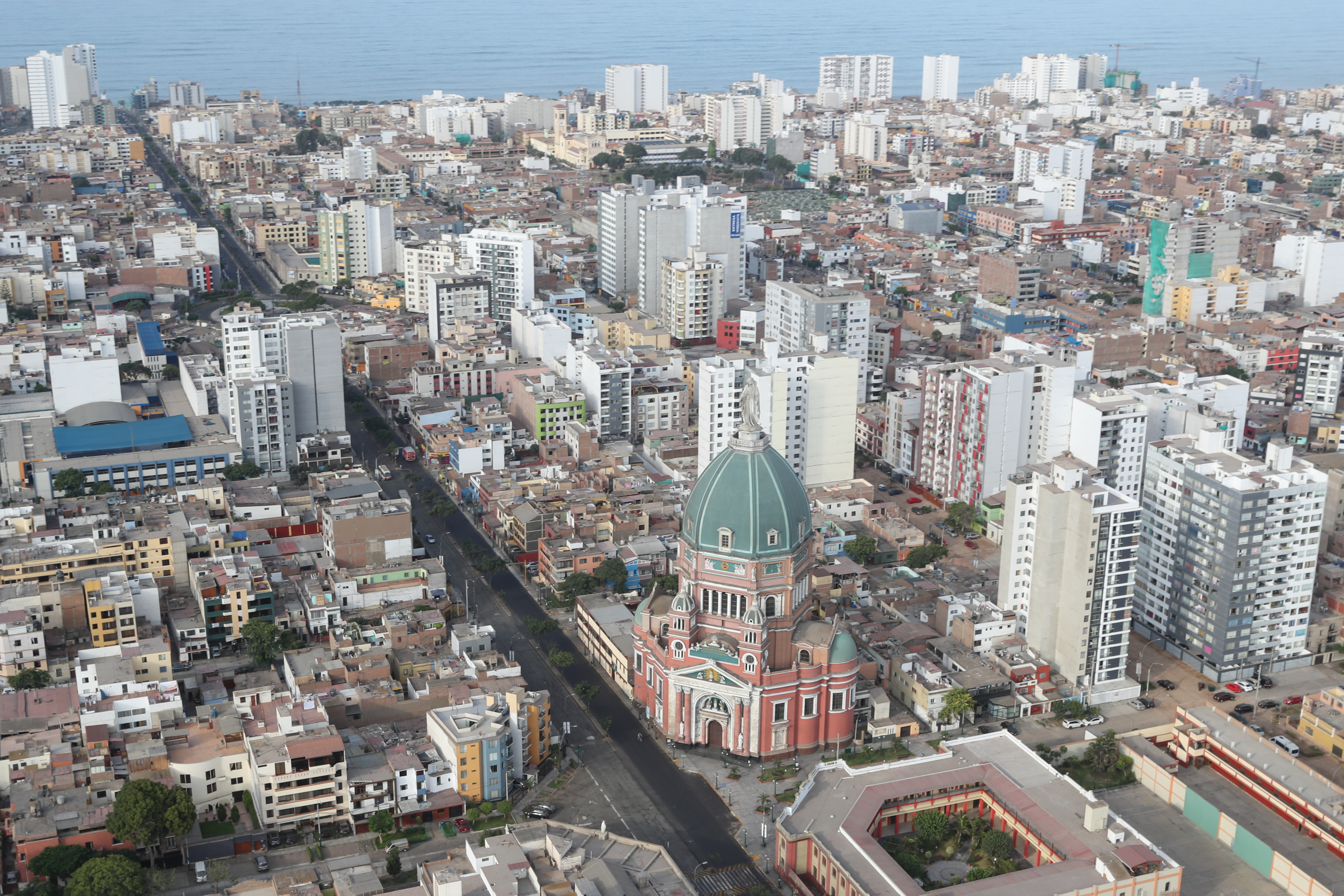
Vista aérea del distrito de Magdalena del Mar
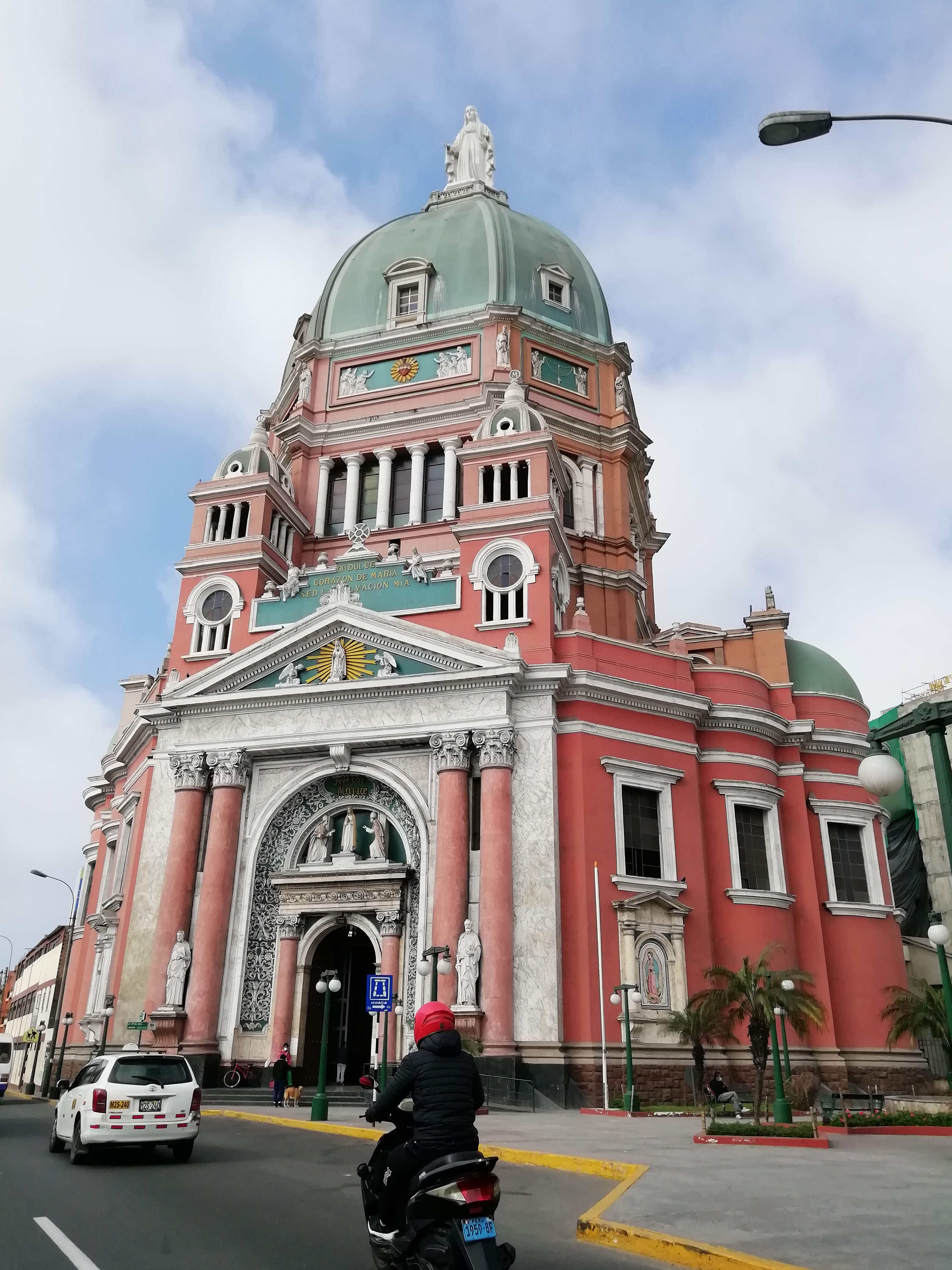
Desde el nivel de la calle